# Bázlerova pískovna
Bázlerova pískovna je přírodní památka v okrese Olomouc v Olomouckém kraji v České republice. Jedná se o soubor vodních, mokřadních a lučních biotopů s výskytem vzácných druhů rostlin a obojživelníků.  Nachází se v polích asi půl kilometru severně od okraje okresního města Olomouc, místní části Lazce v katastru obce Černovír. Leží v nadmořské výšce 220 metrů v Hornomoravském úvalu. Je na trase naučné stezky Kol kolem Olomouce. 

## Ochrana přírody
Dne 30. července 1993 bylo stejnojmenné jezírko vyhlášené přírodní památkou o rozloze 0,28 ha. V roce 2005 byla přírodní památka rozšířena na okolí a její rozloha vzrostla na 5,16 ha. V roce 2014 byl realizován projekt odbahnění Bázlerovy pískovny, spočívající v odtěžení zahnívajícího sedimentu a prosvětlení porostu na břehu jezírka s cílem vytvořit příznivé prostředí pro obojživelníky. Lokalita spadá pod CHKO Litovelské Pomoraví.

## Přírodní  poměry
Lokalitu tvoří malé jezírko vzniklé při těžbě štěrkopísků a okolní pole, která byla částečně přeměněna na louky. V porostech na břehu jezírka se vyskytují převážně dřeviny : vrba křehká (Salix fragilis), olše lepkavá (Alnus glutinosa), topol kanadský (Populus x canadensis). Na hladině pak v létě převládá okřehek menší (Lemna minor). 
U jezírka žije blatnice skvrnitá (Pelobates fuscus), která patří mezi kriticky ohrožené druhy žab, nebo čolek velký (Triturus cristatus).  Vodní plocha je osídlena různými druhy ploštic, potápníků a vodomilů. Z létajících bezobratlých živočichů upoutává vážka ploská (Libellula depressa). 

## Galerie

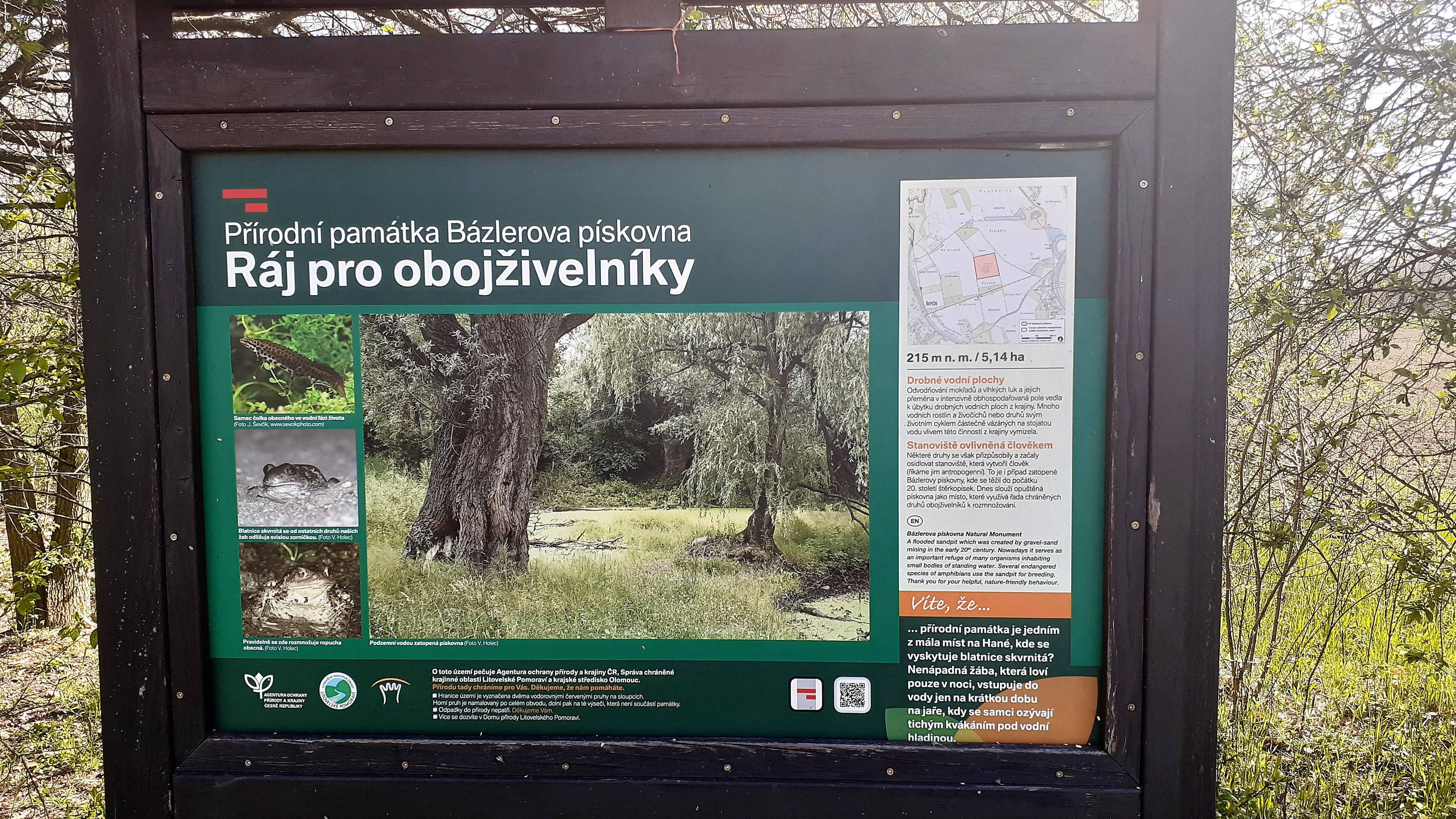
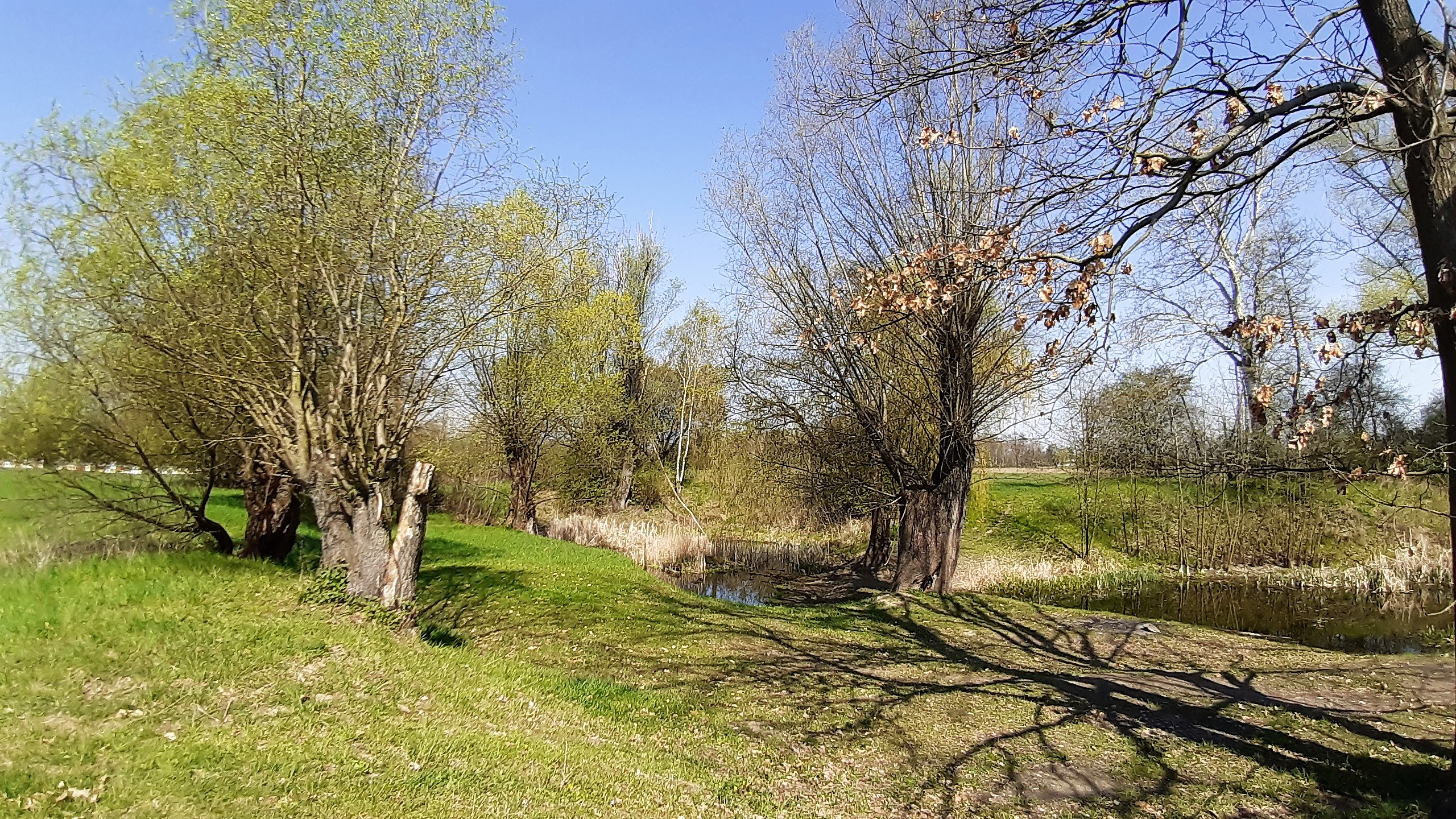
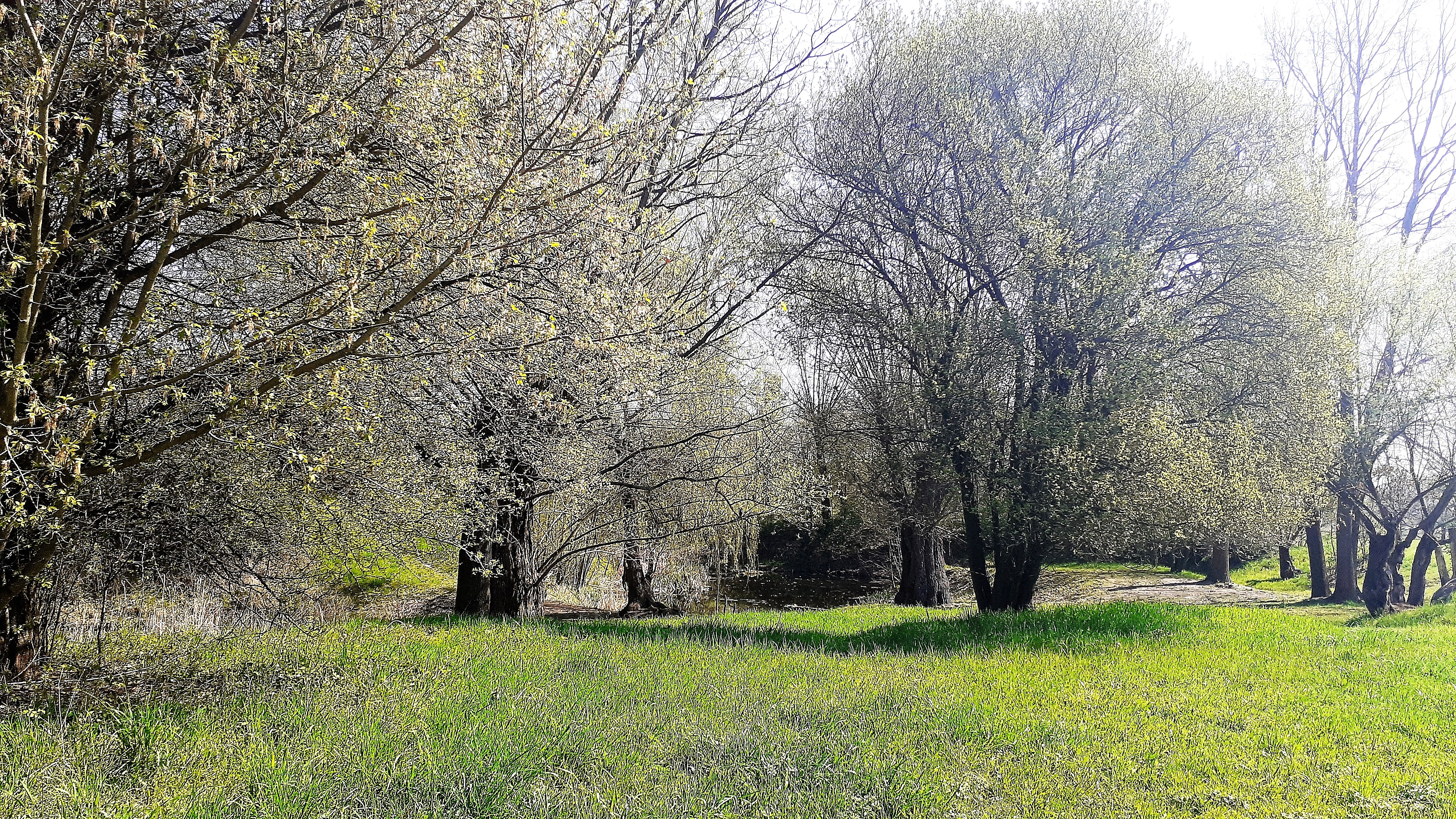
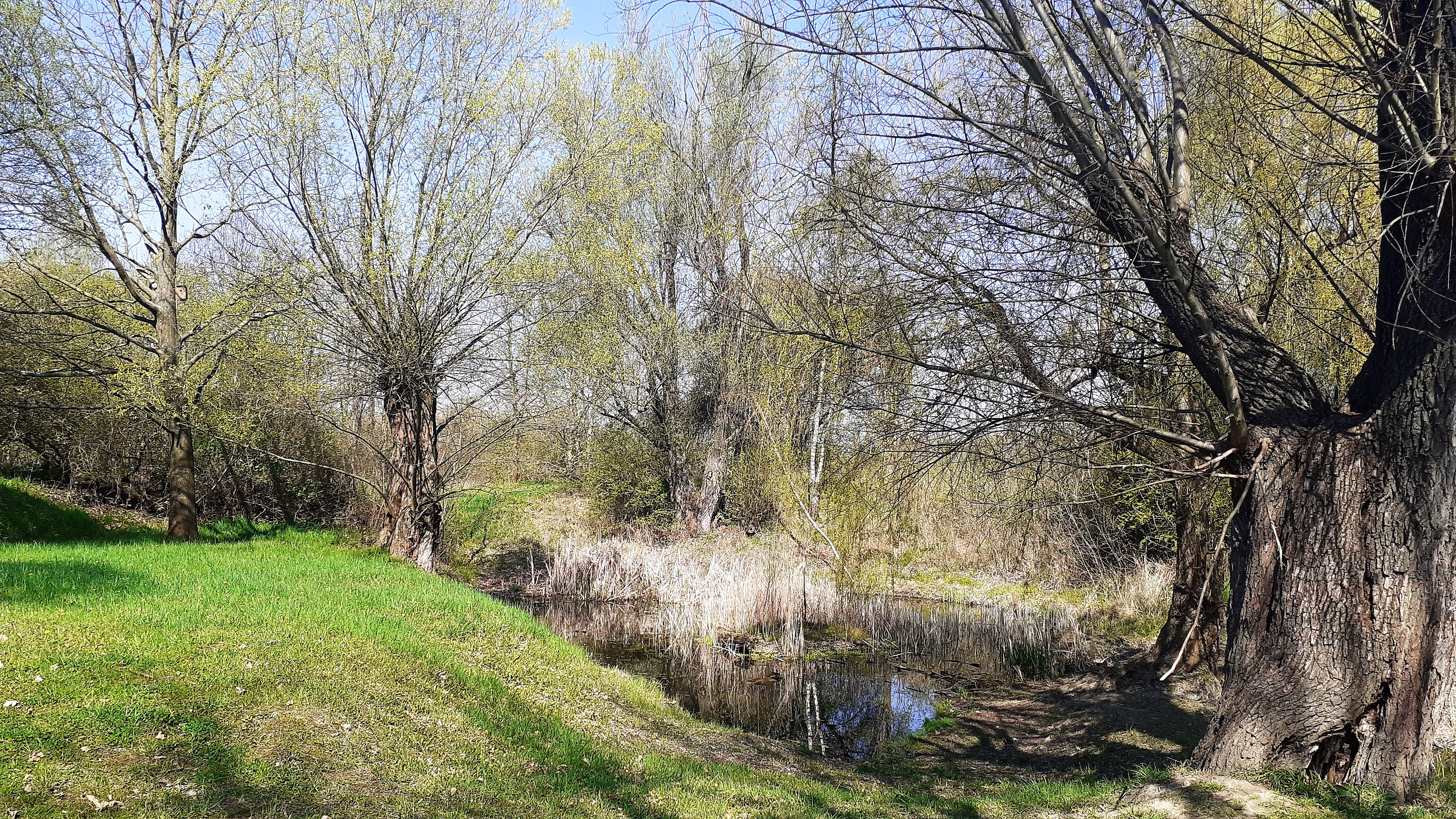
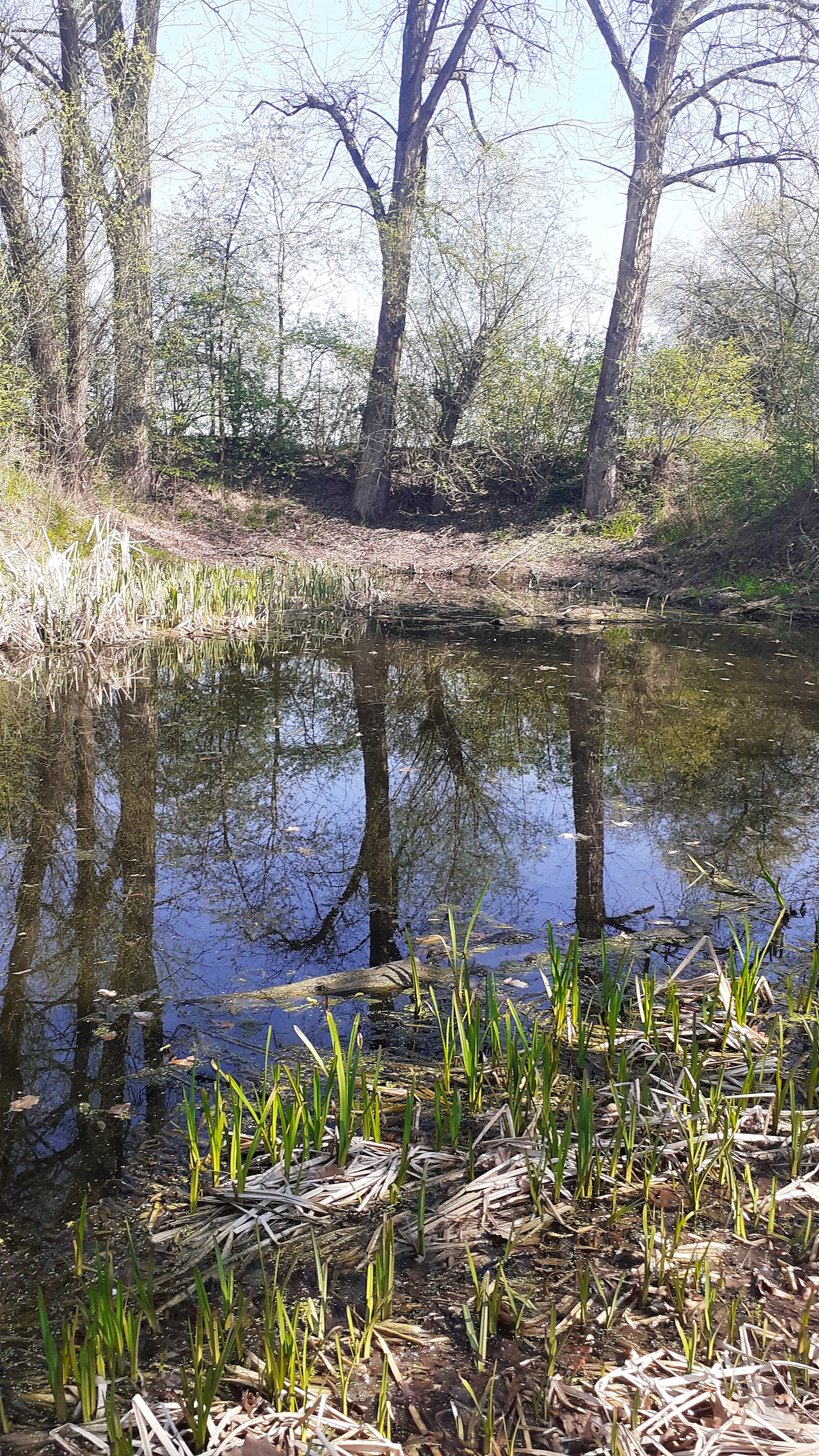
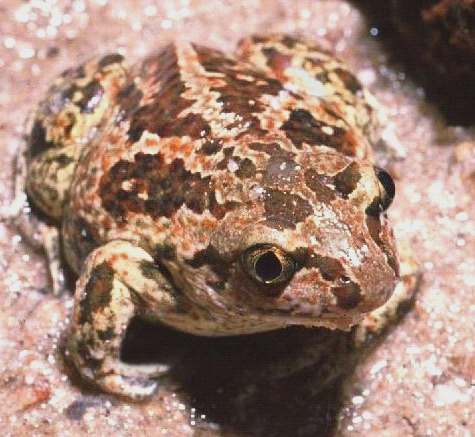
Blatnice skvrnitá
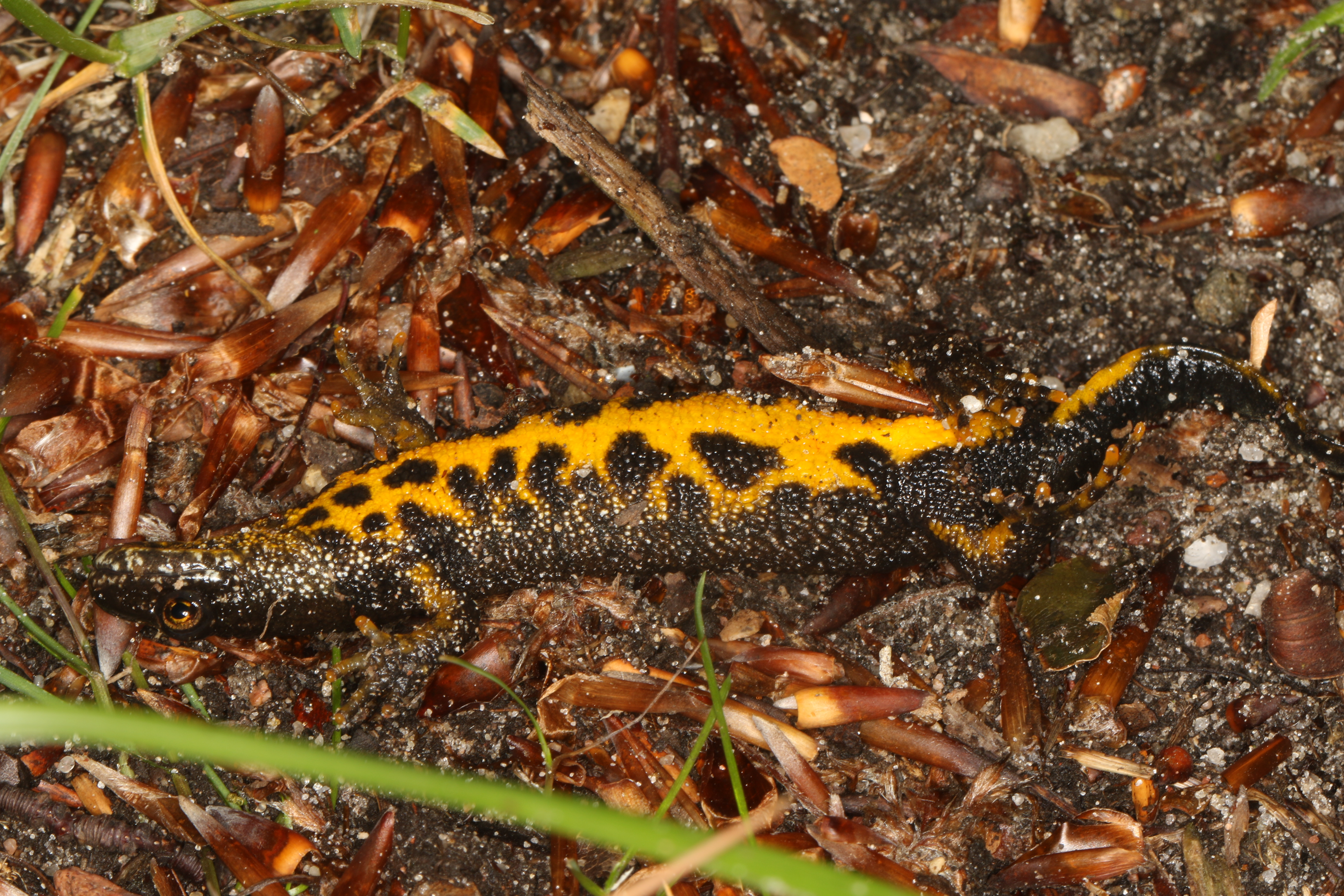
Čolek velký
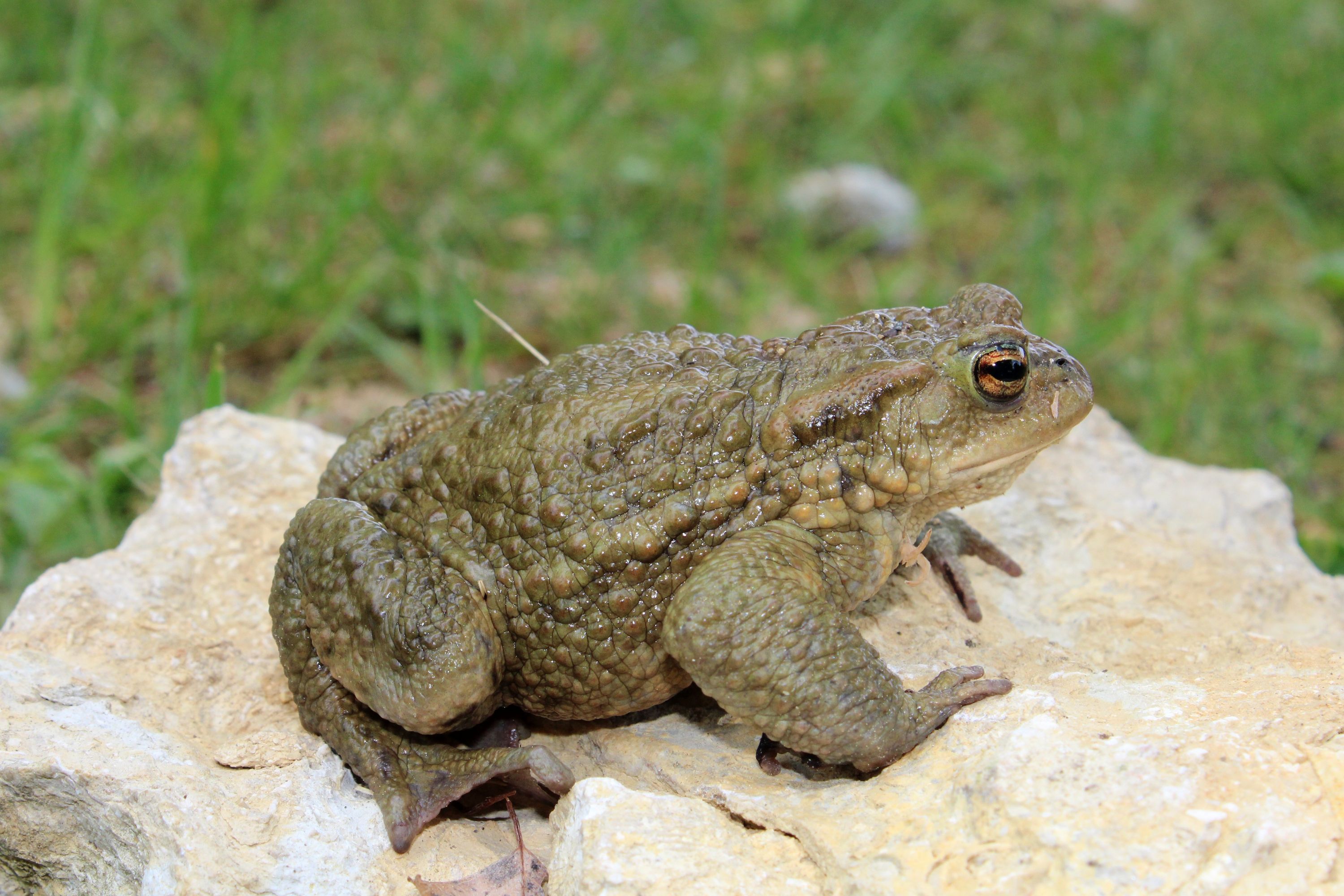
Ropucha obecná